# Брайнат
Брайнат, още Брайнят или Браняте (на гръцки: Νέα Νικομήδεια, Неа Никомидия, до 1953 Μπρανιάται, Браняте, Μπρανιάτας, Бранятас), е село в Република Гърция, област Централна Македония, дем Бер (Верия).

## География
Селото е разположено в Солунското поле на 25 m надморска височина на 6 километра северно от Макрохори (старо Микрогуш) и на 13 североизточно от демовия център - Бер (Верия).

## История
Край Брайнат в селищните могили Мегали Тумба и Микри Тумба е открито неолитно селище от VII хилядолетие преди Христос, обявено в 1962 година за паметник на културата.

### В Османската империя
В XIX век Брайнат е село в Берска каза на Османската империя. Александър Синве („Les Grecs de l’Empire Ottoman. Etude Statistique et Ethnographique“) в 1878 година пише, че в Пряйнасте (Praïnastai), Берска епархия, живеят 180 гърци. В 1900 година според Васил Кънчов („Македония. Етнография и статистика“) в Братинища (Брайнатъ) живеят 80 българи християни. По данни на секретаря на Българската екзархия Димитър Мишев („La Macédoine et sa Population Chrétienne“) в 1905 година в Братинища (Bratinichta) има 80 българи патриаршисти гъркомани. В 1910 година в Брайнат (Μπραϊνάτ) има 50 жители патриаршисти.
При избухването на Балканската война в 1912 година един човек от Брайнат е доброволец в Македоно-одринското опълчение.

### В Гърция
През войната в селото влизат гръцки части и след Междусъюзническата война в 1913 година то остава в Гърция. При преброяването от 1913 година в селото има 16 мъже и 13 жени. В 20-те години в селото са настанени гърци бежанци. В 1928 година Бранята (Μπρανιάτα) е смесено (местно-бежанско) селище с 61 бежански семейства и 243 жители бежанци. В 1953 година селото е прекръстено на Неа Никомидия, в превод Нова Никомидия.
Селяните отглеждат памук, овошки и други земеделски продукти, тъй като землището е много плодородно.
| Година    | 1913 | 1920 | 1928 | 1940 | 1951 | 1961 | 1971 | 1981 | 1991 | 2001 | 2011 | 2021 |
| --------- | ---- | ---- | ---- | ---- | ---- | ---- | ---- | ---- | ---- | ---- | ---- | ---- |
| Население | 29   | 53   | 278  | 841  | 880  | 949  | 877  | 948  | 813  | 866  | 801  | 607  |

## Личности
Родени в Брайнат
- Александър Христов (1884 – ?), македоно-одрински опълченец, Четвърта рота на Втора прилепска дружина, Трета рота на Единадесета сярска дружина[14]
- Мимис Папайоану (р. 1942), гръцки футболист